# Leonard Jerome

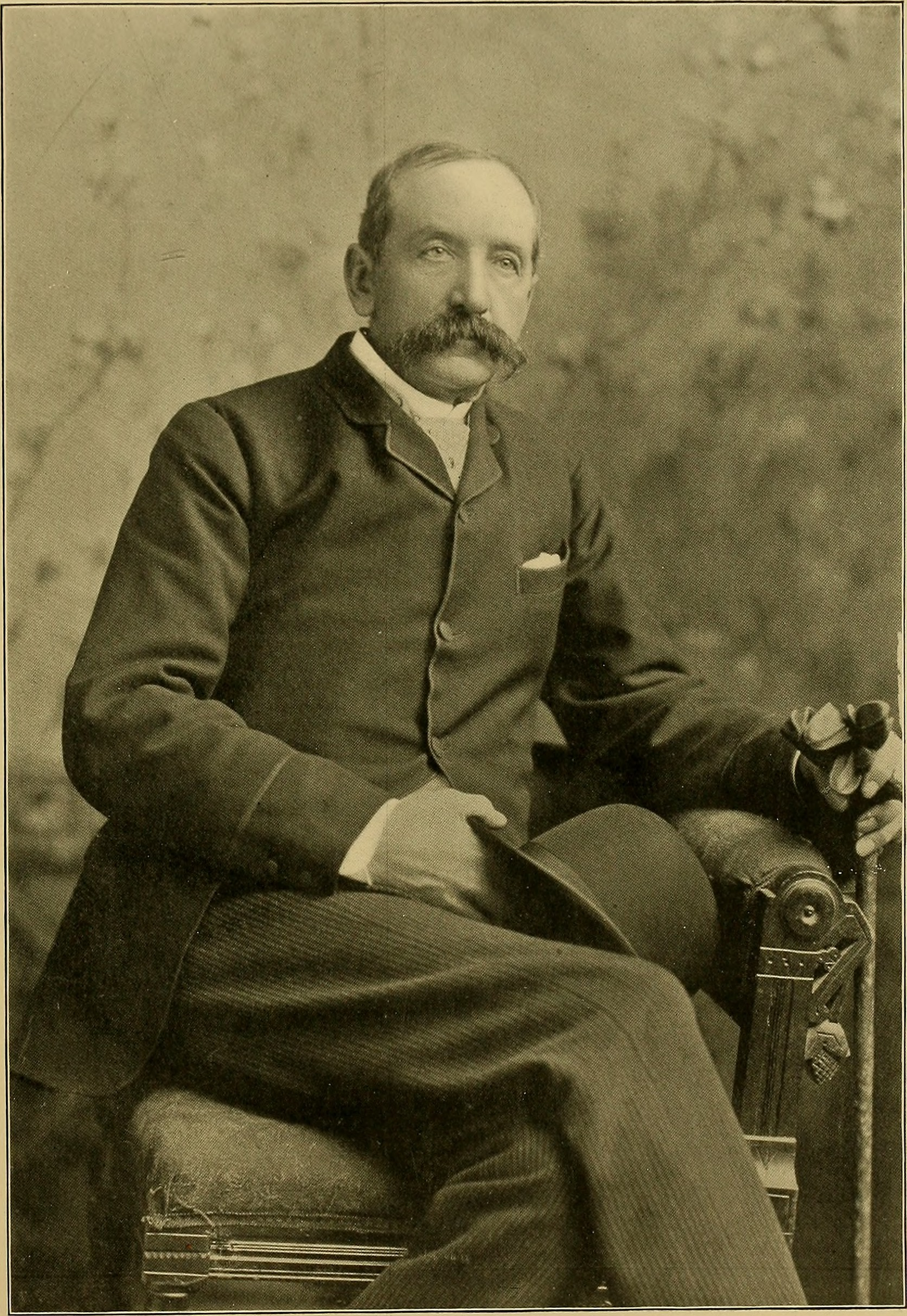
Leonard Jerome

Leonard Walter Jerome (* 3. November 1817 in Pompey, Onondaga County, New York; † 3. März 1891 in Brighton, Sussex, England) war ein US-amerikanischer Geschäftsmann.

## Leben und Wirken
Jerome wurde 1817 als Sohn von Isaac Jerome, einem Nachkommen hugenottischer Einwanderer aus Frankreich, und dessen Ehefrau Aurora Murray geboren. Nach dem erfolgreich abgeschlossenen Studium der Rechtswissenschaften am Union College eröffnete Jerome eine Anwaltskanzlei in Rochester, New York.
Später siedelte er nach New York City über, wo er durch Börsenspekulationen mehrmals gewaltige Vermögen verdiente und wieder verlor, weswegen ihm schließlich der Spitzname „The King of Wall Street“ („König der Wall Street“) verliehen wurde. Neben seinen Spekulationen an der New Yorker Börse waren Beteiligungen an verschiedenen Eisenbahngesellschaften Jeromes Haupteinnahmequelle.
Als Liebhaber der schönen Künste gründete er die „American Academy of Music“, als Freund des Sports rief er gemeinsam mit seinem Freund, dem Eisenbahnmillionär William Kissam Vanderbilt aus der Familie Vanderbilt, den „American Jockey Club“ ins Leben. Außerdem ließ er die nach ihm benannte Pferderennbahn „Jerome Park Racetrack“ in der Bronx gründen, auf der 1867 das erste „Velmont Stakes“-Rennen ausgetragen wurde. Später gründete er den „Coney Island Jockey Club“ der 1884 die „Sheepshead Bay“-Rennbahn bauen ließ.
Jerome starb 1891 während eines Englandaufenthaltes. Sein Leichnam wurde auf dem Green-Wood Cemetery in Brooklyn beigesetzt.
In New York City sind eine Straße in Brooklyn („Jerome Avenue“) und eine Straße in der Bronx (ebenfalls „Jerome Avenue“) nach ihm benannt. Früher gab es in der Bronx zudem einen Jerome Park sowie das Jerome Park Reservoir. Außerdem folgt die IRT Jerome Avenue Line mit der New Yorker U-Bahn-Linie 4 zum Teil der gleichnamigen Straße in der Bronx.

## Ehe und Nachkommen
Aus Jeromes 1849 geschlossener Ehe mit Clara Hall (1825–1895) gingen vier Töchter hervor: 
1. Clara Jerome (1851–1935) heiratete 1881 den Geschäftsmann Moreton Frewen. Dieser Ehe entstammte die Bildhauerin Clare Sheridan.
2. Jennie Jerome (1854–1921), heiratete 1874 den britischen Aristokratensohn Lord Randolph Churchill, den zweitgeborenen Sohn von John Spencer-Churchill, 7. Duke of Marlborough. Aus dieser Verbindung gingen zwei Söhne, Jeromes Enkel, hervor: Der spätere britische Premierminister Winston Churchill, dessen dritter Vorname – Leonard – an seinen Großvater erinnert, sowie John Strange Spencer-Churchill.
3. Camille Jerome (1855–1863) starb jung.
4. Leonie Blanche Jerome (1859–1943) heiratete 1884 den irischen Adligen Sir John Leslie, 2. Baronet (1857–1944), den Sohn von Sir John Leslie, 1. Baronet. Dieser Ehe entstammten vier Söhne, darunter der Diplomat Sir Shane Leslie, 3. Baronet.